# Niña de la Alfalfa
La Niña de la Alfalfa, nombre artístico de Rocío Vega Farfán (Santiponce, 24 de marzo de  1901 - Sevilla, 16 de julio de 1975) fue una importante y popular cantaora de flamenco, sevillanas y de saetas.

## Biografía
Aunque no nació en Sevilla, desde niña vivió en la calle Boteros, en el barrio de la Alfalfa de esta ciudad. De ahí le viene su nombre popular y artístico, desde que en sus primeros tiempos el periodista Galerín al escribir un artículo sobre ella tras haberla escuchado cantar, y no saber su nombre real la llamó la Niña de la Alfalfa.
Con quince años padeció una grave enfermedad en la laringe que casi le cuesta la pérdida de la voz. Su curación inesperada siempre pensó que era una gracia especial de la Virgen de la Estrella, a la que tenía especial devoción. 
Fue cantante de zarzuela y de ópera en su juventud, destacando más adelante como intérprete de algunos cantes flamencos, y entre ellos la saeta. Fue tal su valía que llegó a competir con algunos de los más importantes especialistas de la Semana Santa sevillana y de otras localidades de Andalucía.
Un momento trascendental en su carrera lo vivió un "Jueves Santo" cantando desde el balcón del Círculo de Labradores, a la Virgen de la Victoria, de la Hermandad de las Cigarreras. En esa ocasión el rey Alfonso XIII que presidía el paso de la virgen quedó tan prendado de su actuación que al acabar solicitó que le fuera presentada la intérprete. Como consecuencia de dicha entrevista el Círculo le proporcionó una decidida protección, facilitándole una beca de estudios de canto en Madrid. Por su parte, el monarca firmó un valioso documento por el que quedaba proclamada como "Reina de la Saeta".